# 受胎告知 (ゴヤ)
『受胎告知』（じゅたいこくち、西: La Anunciación, 英: The Annunciation）は、スペインのロマン主義の巨匠フランシスコ・デ・ゴヤが1785年に制作した祭壇画である。油彩。受胎告知を主題としている。マドリードにあったカプチン会のサン・アントニオ・デ・パドヴァ修道院礼拝堂の主祭壇画として制作された。現在はセビーリャのオスーナ公爵家コレクション（Colección duquesa de Osuna）に所蔵されている。またアメリカ合衆国マサチューセッツ州のボストン美術館に油彩による準備習作が所蔵されている。

## 制作経緯
サン・アントニオ・デ・パドヴァ修道院はサン・アントニオ・デル・プラド修道院の名でも知られるカプチン会系の修道院で、17世紀にドイツでの迫害から逃れてきたカプチン会士たちのために初代レルマ公爵フランシスコ・デ・サンドバルの後援によって設立された。1785年、建築家ベントゥーラ・ロドリゲスは同修道院礼拝堂のバロック様式による祭壇背後の飾り壁に崩壊の危険があることを報告した。そこで当時のメディナセリ公爵家は新古典主義の趣向に合ったものを新たに制作することを決定し、これにより建築家フランチェスコ・サバティーニと若いゴヤに、それぞれ石造の飾り壁と主祭壇画の制作が発注された。

## 作品

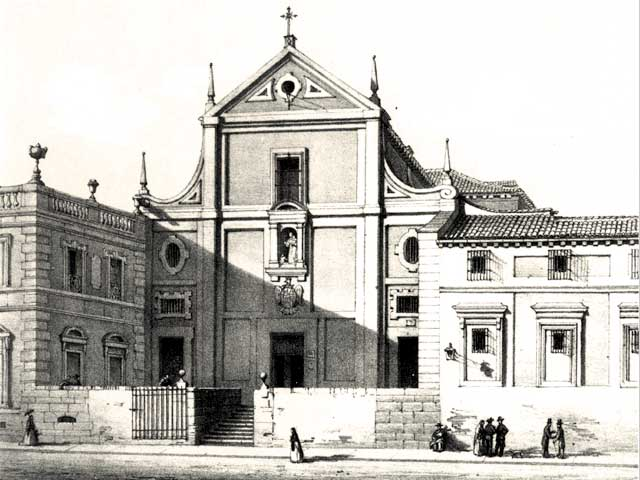
サン・アントニオ・デ・パドヴァ修道院。1840年頃。

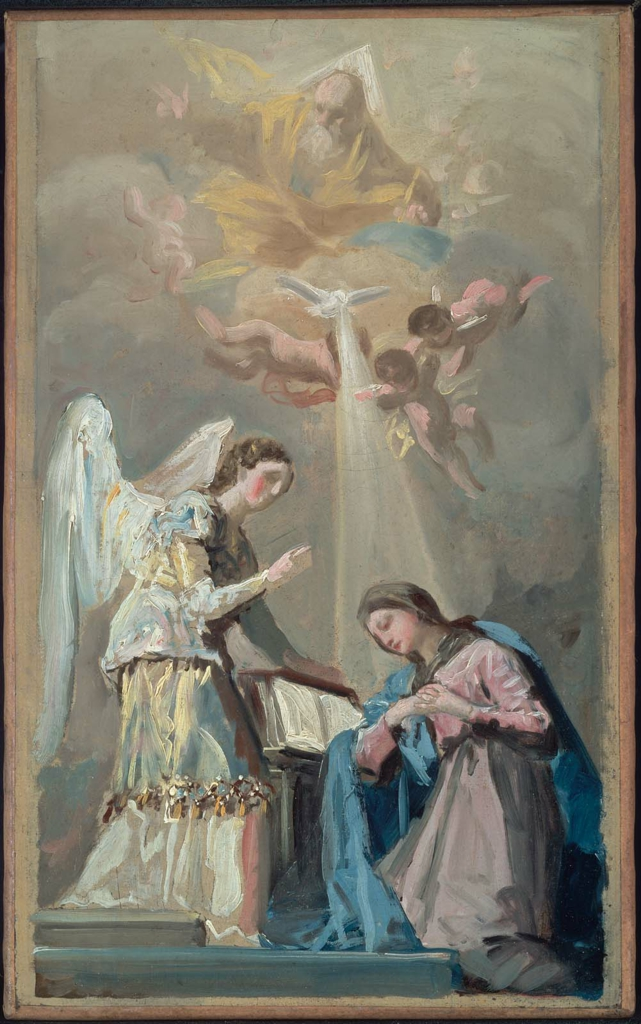
準備習作。ボストン美術館所蔵。

ゴヤは天国から降り注ぐ神秘的な光の中で大天使ガブリエルから神の子の受胎を告げられる若き聖母マリアを描いている。大天使は聖母と同じ場所に降り立ち、背中の白い両翼を広げ、左手で天国を指さしながら、聖母に天の知らせを伝えている。大天使の複雑な身振りは覆いかぶさるようでもあり、聖母に対して支配的である。書見台の上に広げられたメギッラー（巻物）に目を通していたであろう聖母は、大天使の前に跪き、頭を下げ、両手を合わせて、謙虚に運命を受け入れている。純潔を象徴する定番の白い百合の花は仕事道具の入った籠とともに聖母の傍らにあり、聖母の頭上には白い鳩で表された聖霊が飛翔している。
画面の最上部は主祭壇に合わせて緩やかに湾曲しており、絵画を礼拝堂のアーチ型天井まで持ち上げる高さの感覚を生み出している。明暗法は優れた空間感覚を与えている。低い視点は人物の記念碑的な印象に大きく貢献しており、鑑賞者は一段高い台座の上に配置された聖母マリアと大天使の姿を見上げることになる。この作品はゴヤの絵画の中でも特にジョヴァンニ・バッティスタ・ティエポロ的な雰囲気を持ち、画家が持つフレスコによる天井画の才能を顕著に示している。大画面であるにもかかわらず、聖母マリアと大天使の顔は非常に繊細であり、丹念に仕上げられたその容貌は古典主義様式に特有の甘く磁器のような特徴を備えている。対照的に衣服のひだは単純化され、モダンでありながらほとんどプリミティブな印象を与えている。 厚く塗られた背景、あるいは平行する大天使の翼と階段なども時代を先取りしている。
伝統的な宗教画では聖母は書物とともに描かれたが、ゴヤはまるで聖書の時代についての学術的な知識を誇示するかのように、メギッラーに置き換えた。それによって『旧約聖書』のヘブライ語的な性質と、メシアの処女降誕を預言した「イザヤ書」の一節を暗示している。これに対して聖母の籠と純潔を象徴する百合といった要素は、伝統的な趣向を好むメディナセリ公爵の要望により追加されたものであろう。
ボストン美術館に所蔵されている準備習作はゴヤの制作過程を垣間見ることができる。実際、2つの構図はかなり異なっている。ゴヤは当初、おそらくアントン・ラファエル・メングスがオリエンテ宮殿の王室礼拝堂のために制作した『受胎告知』（La Anunciación）に倣い、画面上部に聖霊を送る父なる神と天使たちを描く予定であったが、完成作でこれらの要素を完全に削除している。これにより主題が必要とする神秘主義と宗教的感覚を損なうことなく、超自然的な雰囲気を軽減し、作品をより親密なものにしている。
最も異なっている点は天国から降り注ぐ光で、準備習作では頭上の聖霊から聖母に向けて発せられた細い光線に過ぎなかったが、完成作では構図の最上部、天国から発せられたそれは聖霊を包み込み、聖母と大天使に降り注いでいる。さらにゴヤは天使の役割を強調するため、左右の聖母と大天使の位置を入れ替えた。文章を左から右へと読む西洋では、絵画を左から右へと見ることが無意識に行われる。そこで大天使を右側に配置することで、鑑賞者の視線を大天使に誘導している。この視線の動きの中で聖母はその存在感を失うことになるが、鑑賞者は大天使の左手の人差し指を通って、神の言葉の領域である照明へと上昇する。
父なる神の描写が削除された構図上部は準備習作とは対照的に開かれており、だからこそ逆に、まばゆい光に包まれた天国の示唆に人間の表現を必要としない、より大きな精神性を見ることができる。光、言葉、そして神聖な意図こそは、この作品の真の主人公である。

## 来歴
1890年に修道院の礼拝堂が破壊されたとき、本作品は未亡人となったメディナセリ公爵夫人の手に渡った。その後、彼女の息子であるオスーナ公爵が相続し、その後、オスーナ公爵家のコレクションに所蔵されている。

## ギャラリー
関連するゴヤの絵画

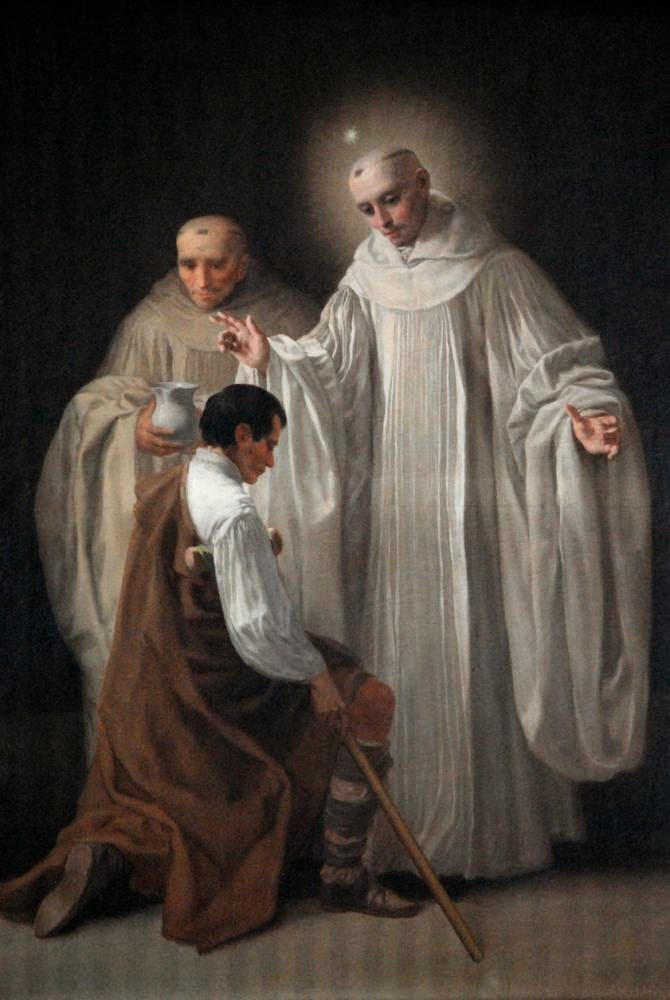
『障害者を治すクレルヴォーの聖ベルナルドゥス』1787年 サン・ホアキン・イ・サンタ・アナ王立修道院（スペイン語版）所蔵
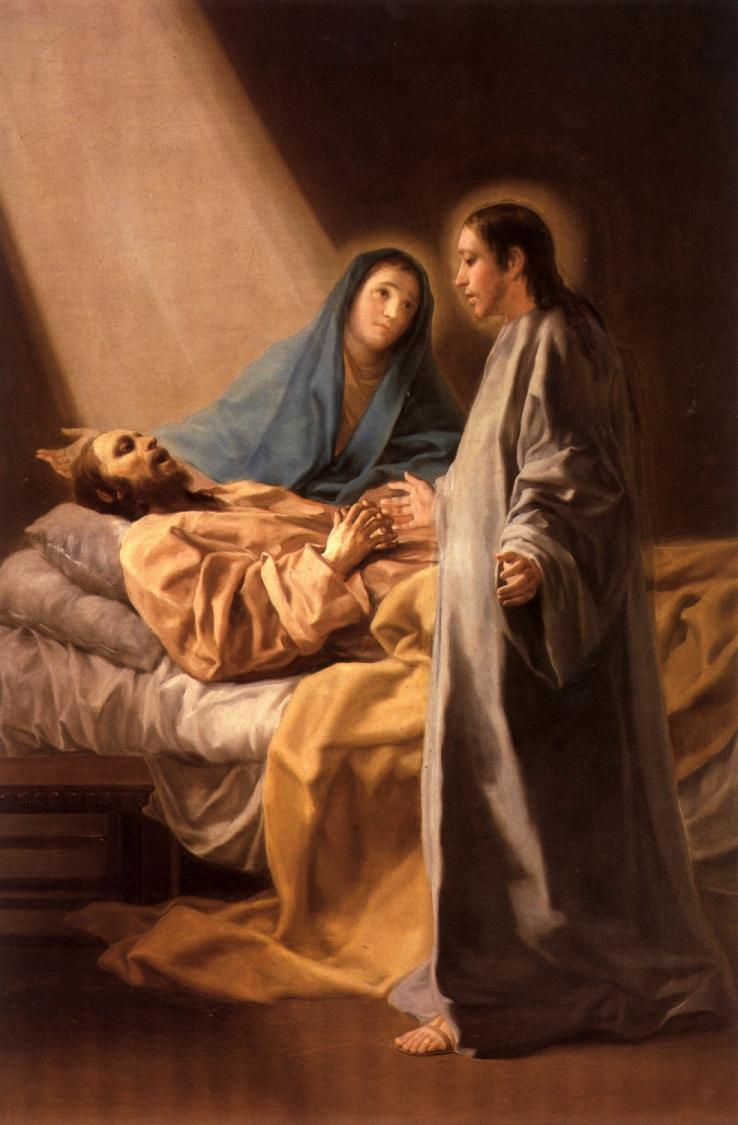
『聖ヨセフの死』1787年 サン・ホアキン・イ・サンタ・アナ王立修道院所蔵
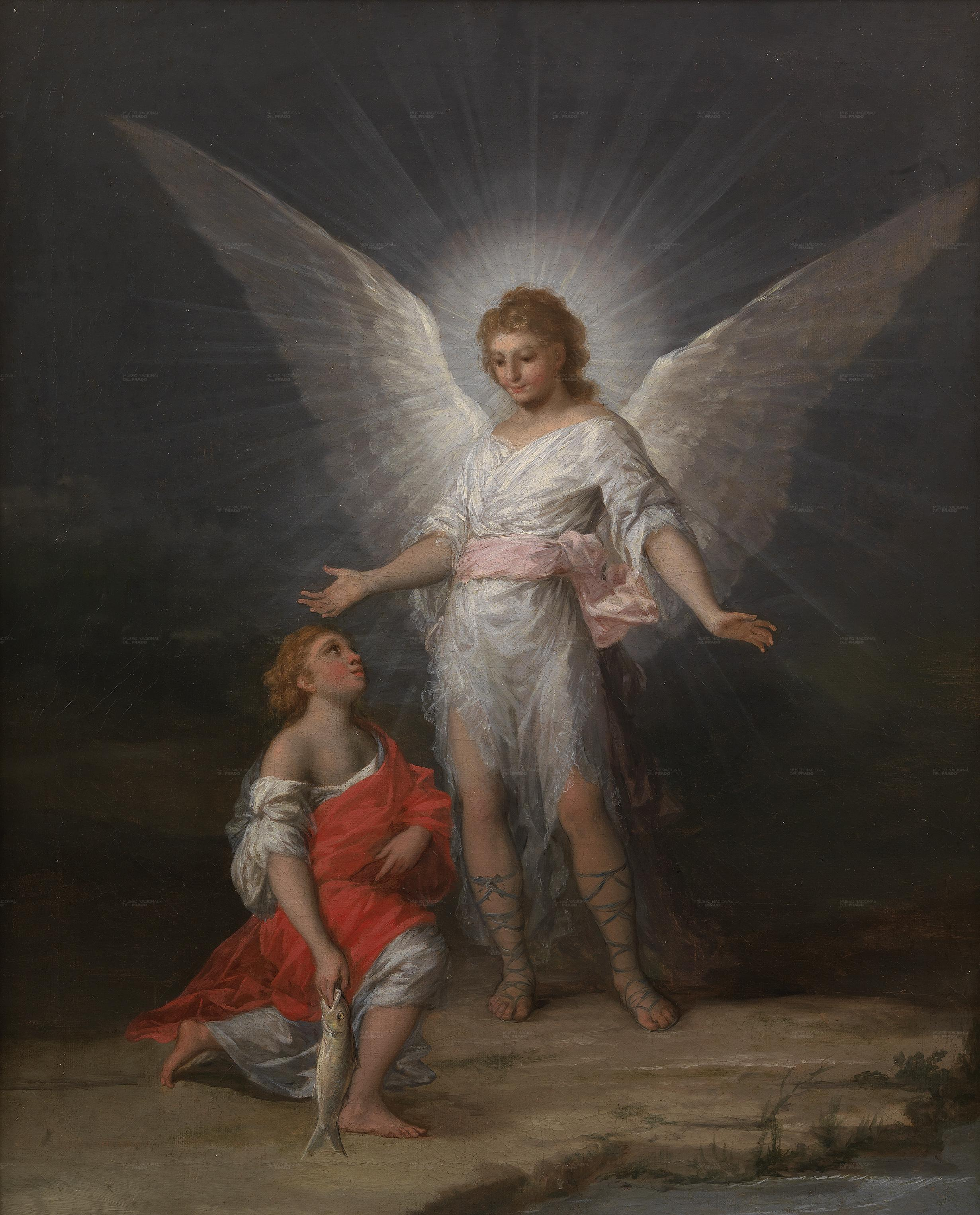
『大天使ラファエルとトビアス』1787年 プラド美術館所蔵
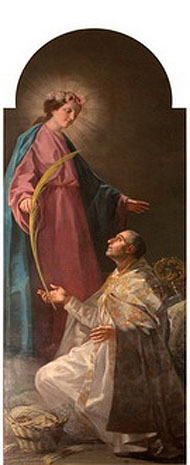
『聖ジュリアンへの聖母の出現』1790年 バルデモロ教区教会（英語版）所蔵